# Long Sơn (Bà Rịa-Vũng Tàu)
Long Sơn is een xã in de stad Vũng Tàu, in de Vietnamese provincie Bà Rịa-Vũng Tàu. Long Sơn ligt op het eiland Long Sơn ten noorden van Vũng Tàu.